# Ożenna
Ożenna (j. łemkowski Ожынна) – osada w Polsce położona w województwie podkarpackim, w powiecie jasielskim, w gminie Krempna.
W latach 1975–1998 miejscowość administracyjnie należała do województwa krośnieńskiego.

## Położenie geograficzne
Ożenna leży w środkowej części Beskidu Niskiego. To miejscowość przygraniczna, położona na wschód od Grabia, po lewej stronie drogi wojewódzkiej nr 992 biegnącej z Jasła do granicy państwa. Wieś leży w górnym biegu potoku Ryjak dopływu Wisłoki. Odległość drogowa od siedziby gminy wynosi 17 km.

## Historia
Miejscowość Ożenna powstała prawdopodobnie w l połowie XVI w. lokowana na prawie wołoskim. Rejestr poborowy woj. krakowskiego z 1581 roku podaje, że wieś należała do Mikołaja Stadnickiego herbu Szreniawa (bez krzyża). Nazwa wsi pochodzi od słowa "ożyna", oznaczającego jeżynę.
Nękana napadami beskidników, przez wieki wiodła ubogi żywot. Przez wieki również zamieszkana była przez ruskojęzycznych wołochów (późniejszych Łemków) wyznania greckokatolickiego. Podczas schizmy tylawskiej (1926) wioska nie przeszła na prawosławie i pozostała unicka.
W okresie międzywojennym w miejscowości stacjonowała placówka Straży Granicznej I linii „Ożenna”.
W roku 1945 większość mieszkańców wysiedlono do ZSRR. Pozostali w ramach akcji „Wisła” zamieszkali na ziemiach zachodnich. W latach siedemdziesiątych przy PGR istniał oddział zakładu karnego. Więźniowie pracowali przy produkcji rolnej i wycince drzew. Na skraju wsi stoją budynki dawnej strażnicy granicznej i starej szkoły. Kilka kilometrów dalej od 1 lipca 1999 do 21 grudnia 2007 funkcjonowało przejście graniczne Ożenna-Nižná Polianka z Republiką Słowacką, które zostało zlikwidowane po przystąpieniu Polski i Słowacji do układu z Schengen.
W Ożennej istniała drewniana cerkiew greckokatolicka pw. św. Bazylego Wielkiego, zbudowana w 1867 należąca do parafii Grab. Stała ona obok drogi z lewej strony tuż za zabudowaniami dawnego PGR-u. Rozebrano ją w 1953.
Po lewej stronie drogi biegnącej przez wieś, idąc od strony Grabia stoi zabytkowa duża rzeźba Świętej Rodziny.
Obecni mieszkańcy Ożennej wyznania rzymskokatolickiego korzystają z kościoła filialnego w Grabiu należącego do parafii św. Maksymiliana Kolbe w Krempnej.

## Szlaki piesze
Przez środek zabudowań przebiega niebieski szlak turystyczny w kierunku Ciechani. Tuż za wsią szlak pnie się zboczami góry Nad Tysowym, dawną drogą, której solidność pozwala przypuszczać, że właśnie tędy mógł wieść dawny szlak handlowy z przełęczy Beskid nad Grabiem do Krempnej i dalej do Żmigrodu.
- Konieczna – Przełęcz pod Zajęczym Wierchem – Przełęcz Beskid nad Ożenną (590 m n.p.m.) – Ożenna – Przełęcz Mazgalica – Baranie (754 m n.p.m.)
- Kamień (714 m n.p.m.) – Krempna – Wysokie (657 m n.p.m.) – Ożenna

Atrakcją Ożennej są znajdujące się w jej okolicy 3 cmentarze z okresu I wojny światowej. Cmentarz wojenny nr 3 znajdujący się na końcu wsi za PGR-em obok dawnego cmentarza unickiego oraz Cmentarz wojenny nr 1 i nr 2, znajdujące się około 800 metrów od wsi prawie na szczycie łagodnego wzgórza Czeremcha.

## Galeria

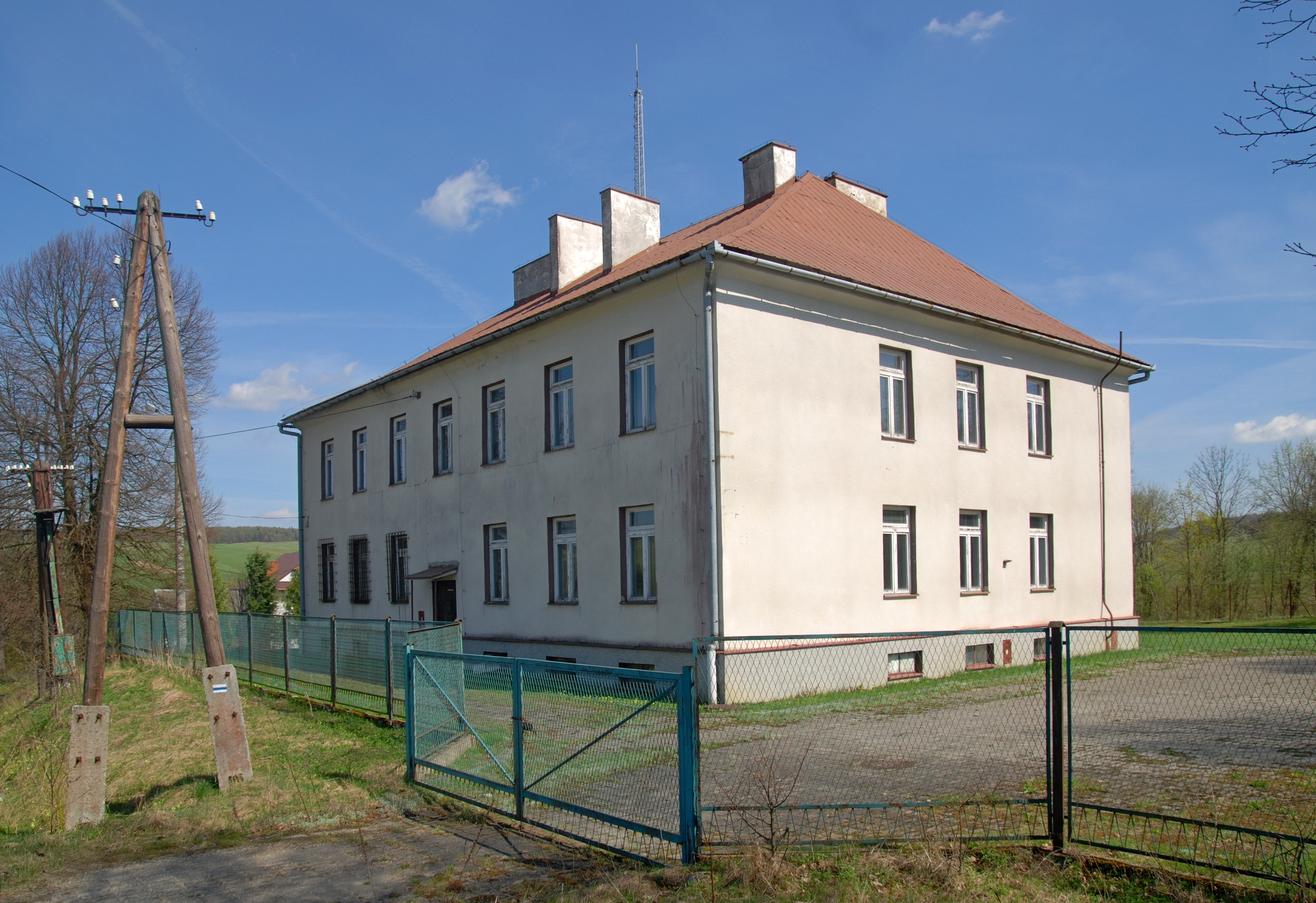
Budynek dawnej strażnicy WOP/SG
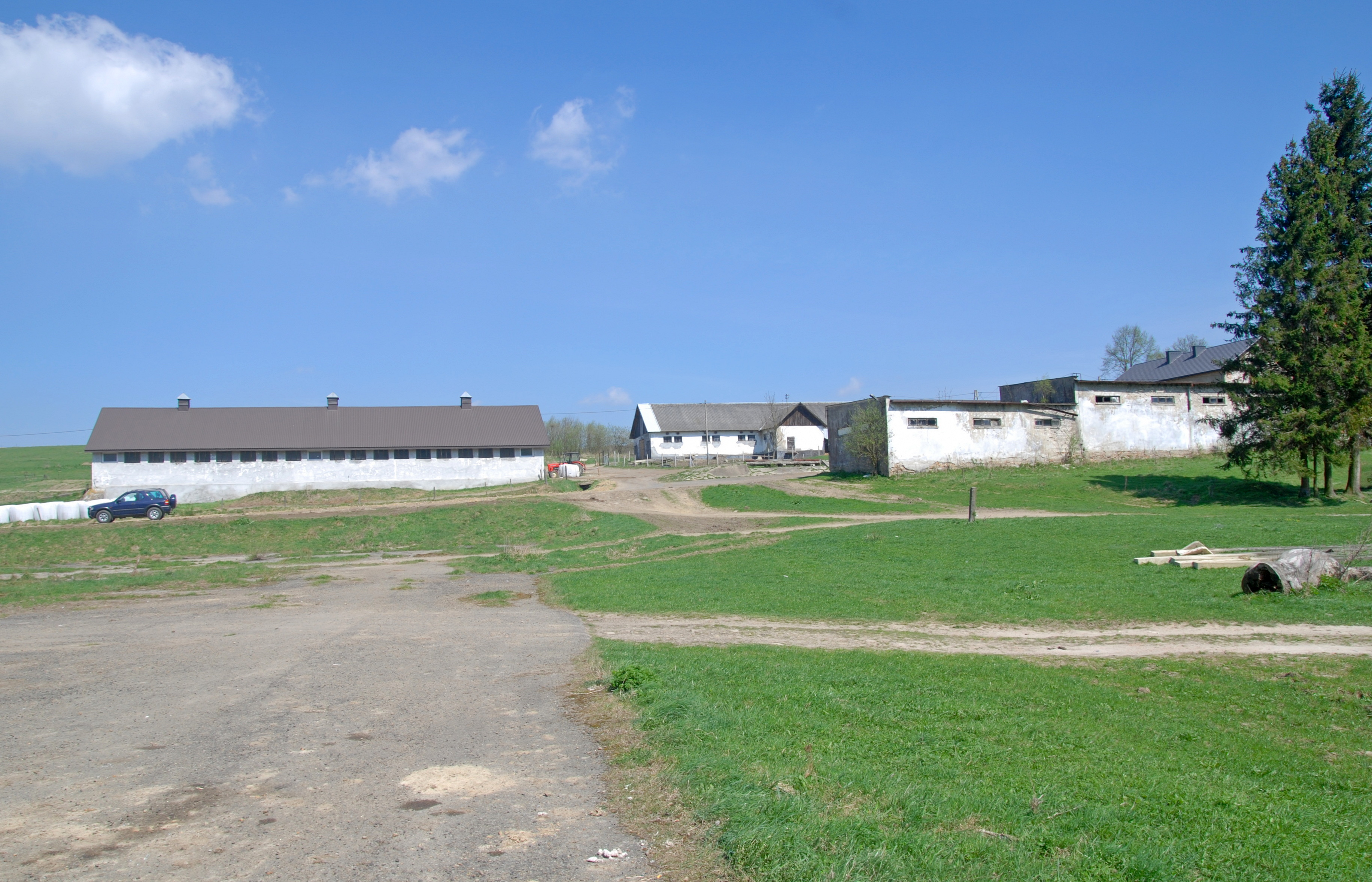
Zabudowania dawnego PGR
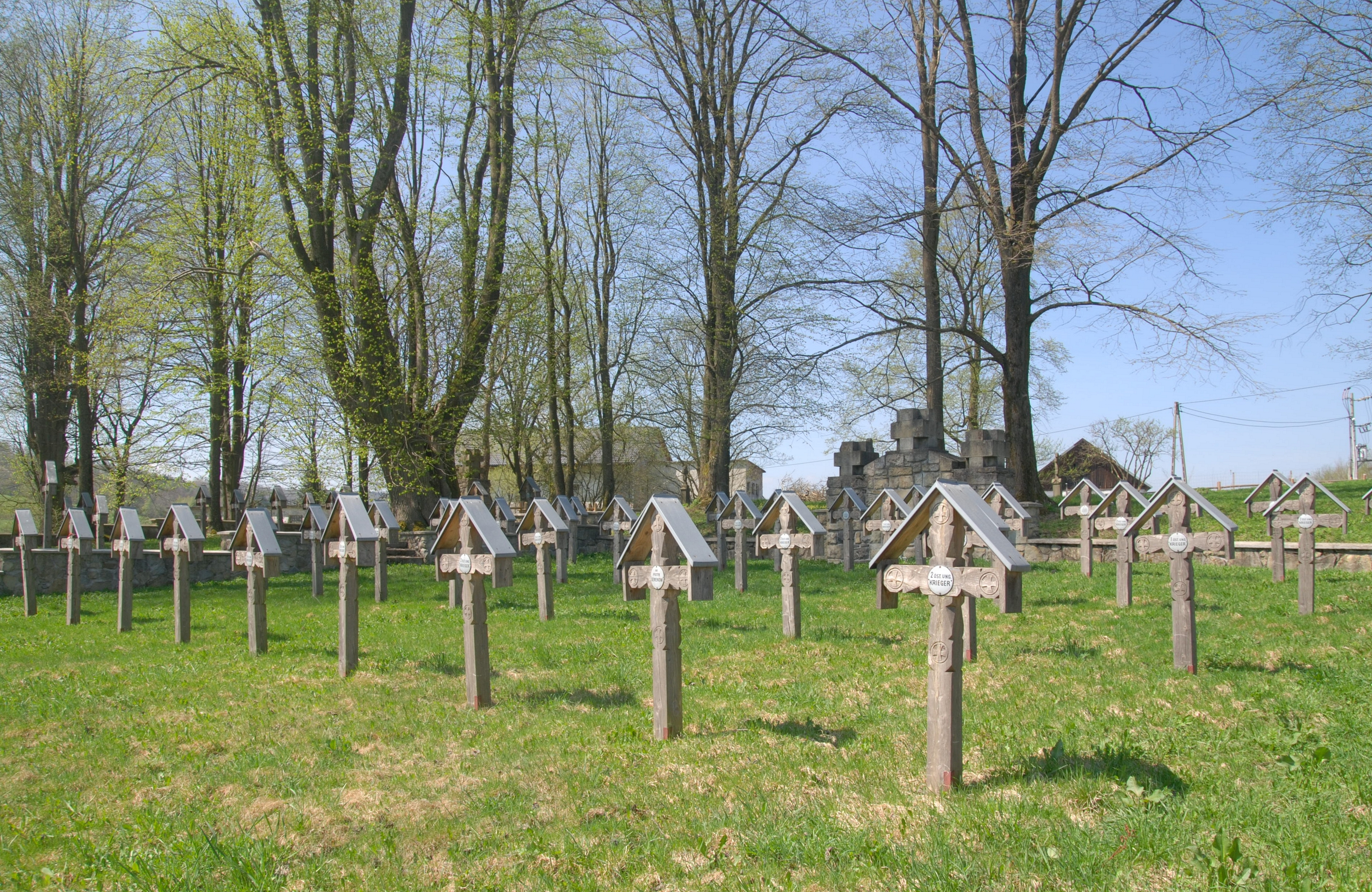
Cmentarz wojenny nr 3
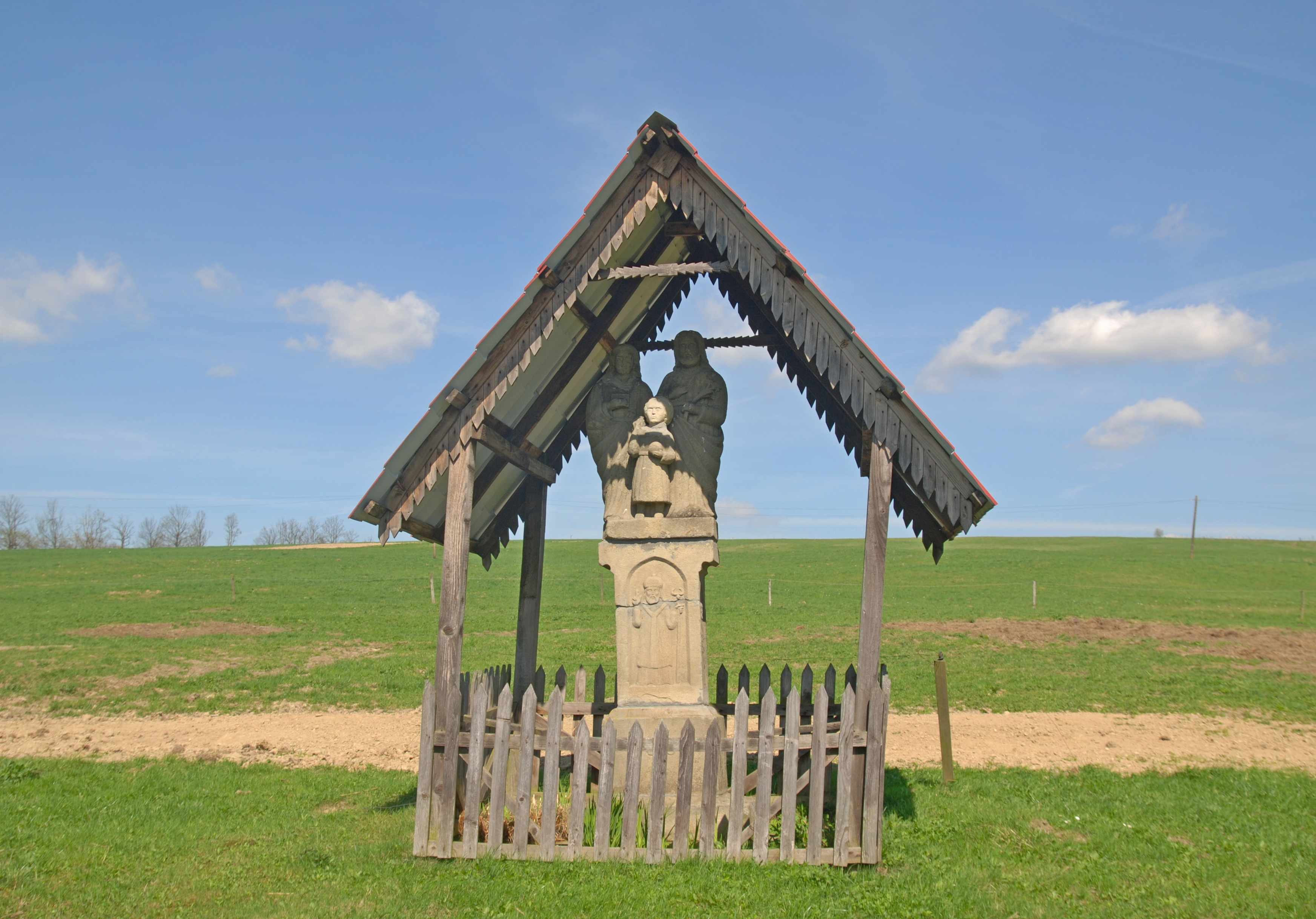
Figura św. Rodziny